# Dobrovítov
Obec Dobrovítov leží v okrese Kutná Hora. Žije zde 128 obyvatel a katastrální území obce měří 901 hektarů. Součástí obce je i vesnice Dědice. Ve vzdálenosti 14 km jižně leží město Světlá nad Sázavou, 15 km severně město Čáslav, 19 km severně město Kutná Hora a 27 km východně město Chotěboř. Jihozápadně od Dobrovítova pramení řeka Klejnárka.

## Historie obce
První písemná zmínka o vesnici pochází z roku 1352.

### Územněsprávní začlenění
Dějiny územněsprávního začleňování zahrnují období od roku 1850 do současnosti. V chronologickém přehledu je uvedena územně administrativní příslušnost obce (osady) v roce, kdy ke změně došlo:
- 1850 země česká, kraj Pardubice, politický okres Kutná Hora, soudní okres Čáslav[5]
- 1855 země česká, kraj Čáslav, soudní okres Čáslav
- 1868 země česká, politický i soudní okres Čáslav
- 1939 země česká, Oberlandrat Kolín, politický i soudní okres Čáslav[6]
- 1942 země česká, Oberlandrat Praha, politický i soudní okres Čáslav[7]
- 1945 země česká, správní i soudní okres Čáslav[8]
- 1949 Pardubický kraj, okres Čáslav[9]
- 1960 Středočeský kraj, okres Kutná Hora
- 2003 Středočeský kraj, obec s rozšířenou působností Čáslav

### Rok 1932
Ve vsi Dobrovítov (322 obyvatel) byly v roce 1932 evidovány tyto živnosti a obchody: hostinec, kovář, 2 obuvníci, porodní asistentka, rolník, řezník, sklenář, obchod se smíšeným zbožím, trhovec, spořitelní a záložní spolek pro Dobrovítov, 2 trafiky.

## Přírodní poměry
Obec Dobrovítov se nachází v geomorfologické oblasti Českomoravská vrchovina, v celku Hornosázavská pahorkatina, podcelku Světelská pahorkatina a okrsku Třebětínská pahorkatina.

## Doprava
Obcí prochází silnice II/338 Čáslav – Zbýšov – Dobrovítov – Vrbka. Železniční trať ani stanice na území obce nejsou. V roce 2011 v obci měla zastávku příměstská autobusová linka Ledeč n.Sázavou – Kozlov – Dobrovítov – Zbýšov – Čáslav (v pracovních dnech 5 spojů, dopravce Veolia Transport Východní Čechy).

## Pamětihodnosti
- Renesanční tvrz Dobrovítov (čp. 1)[11]
- Kostel svatého Václava
- Východně od vesnice leží v Chranbožském lese přírodní památka Jánský potok, vyhlášená k ochraně souboru vodních a lučních ekosystémů s výskytem významných a zvláště chráněných druhů rostlin a živočichů, především populace střevle potoční.[12]

## Galerie

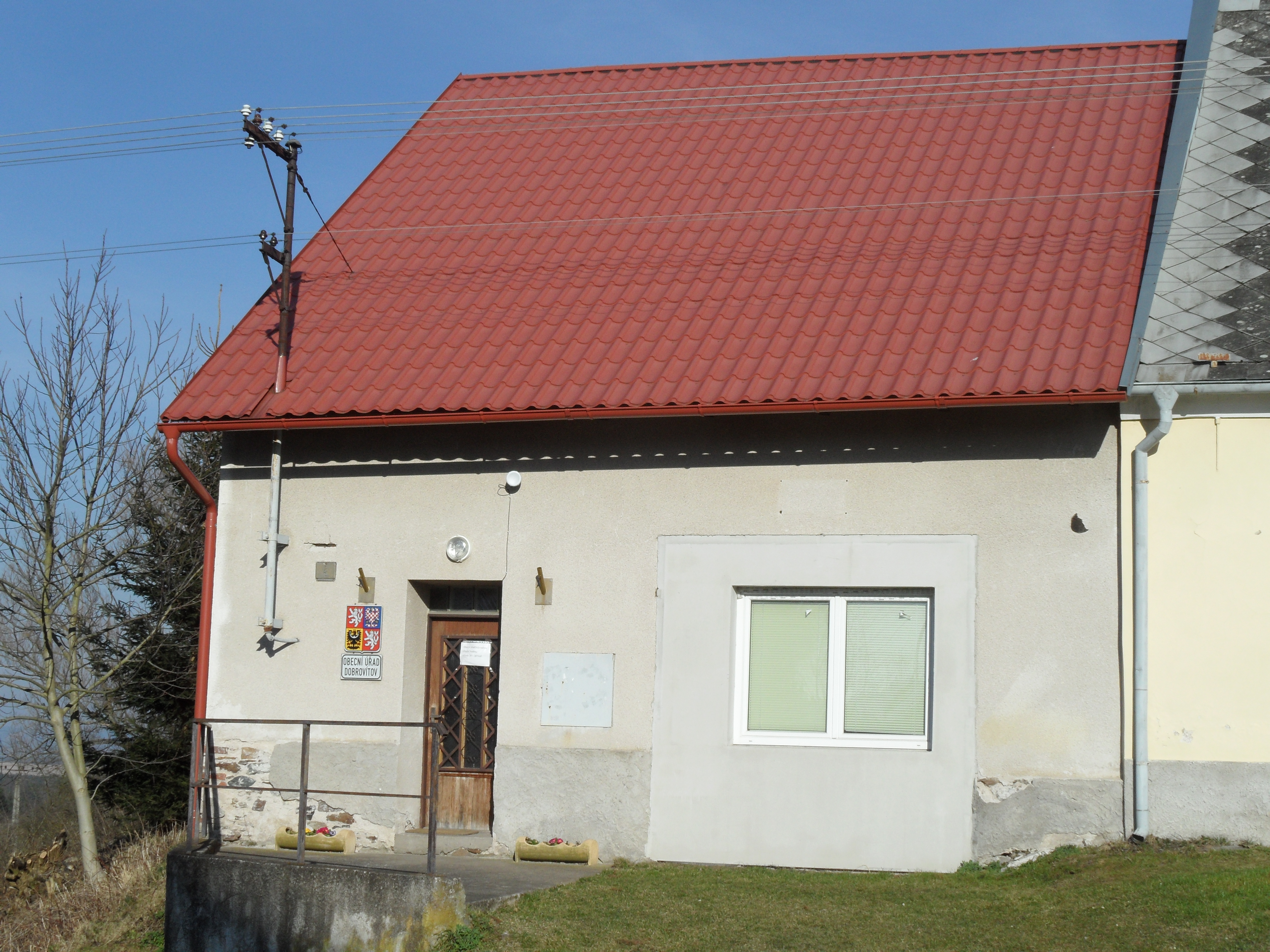
Budova obecního úřadu
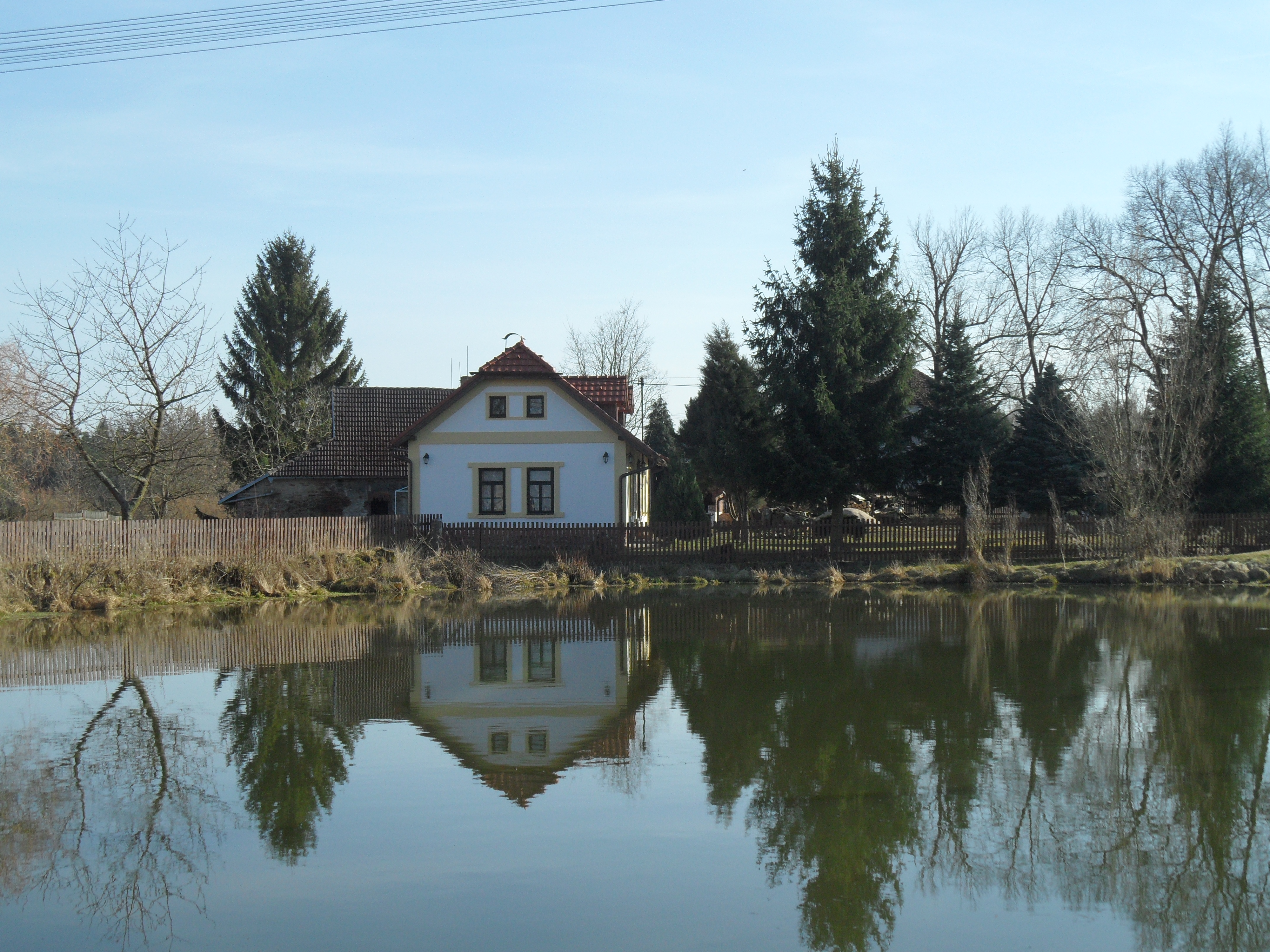
Dům u rybníčku
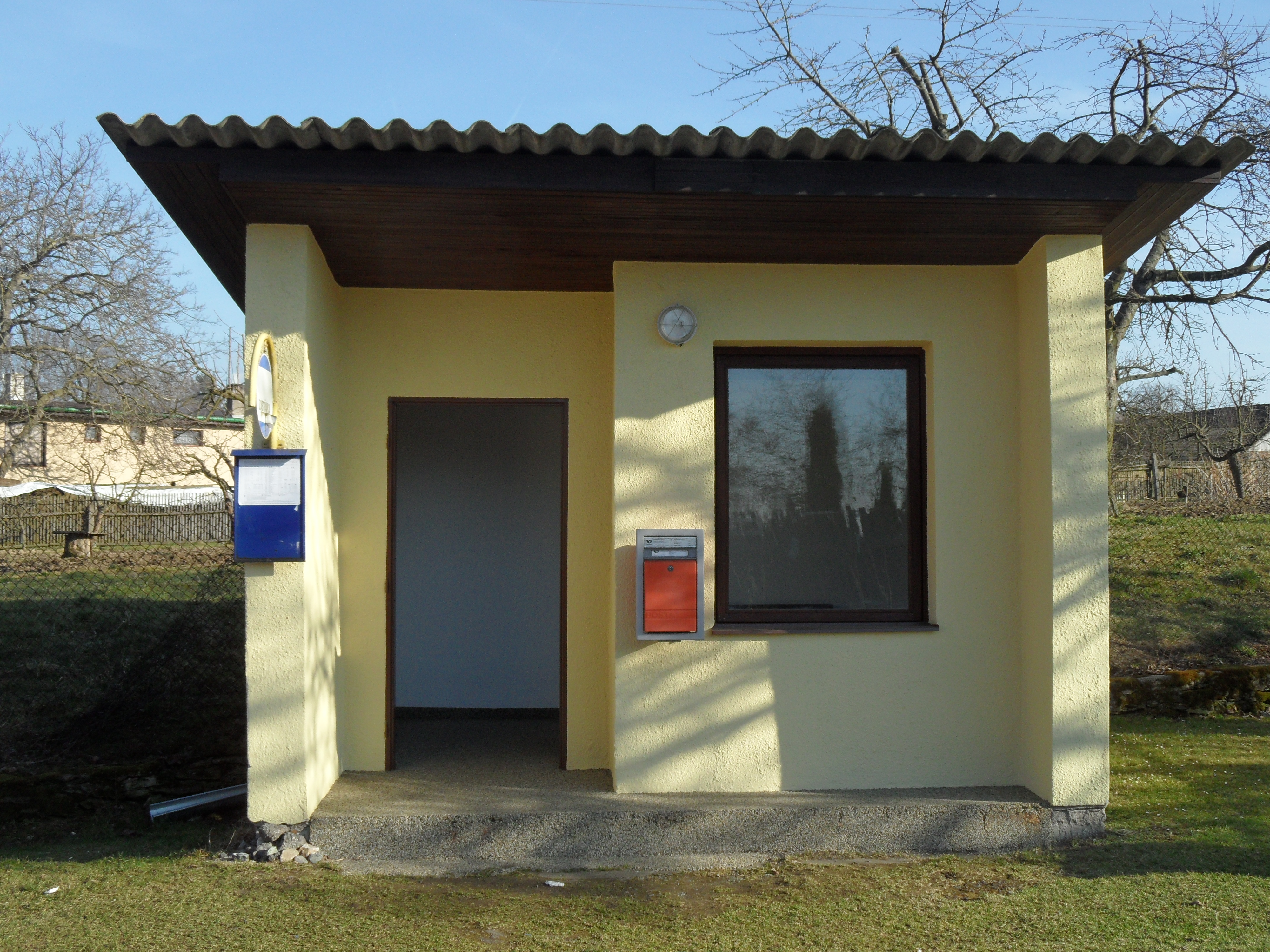
Autobusová zastávka
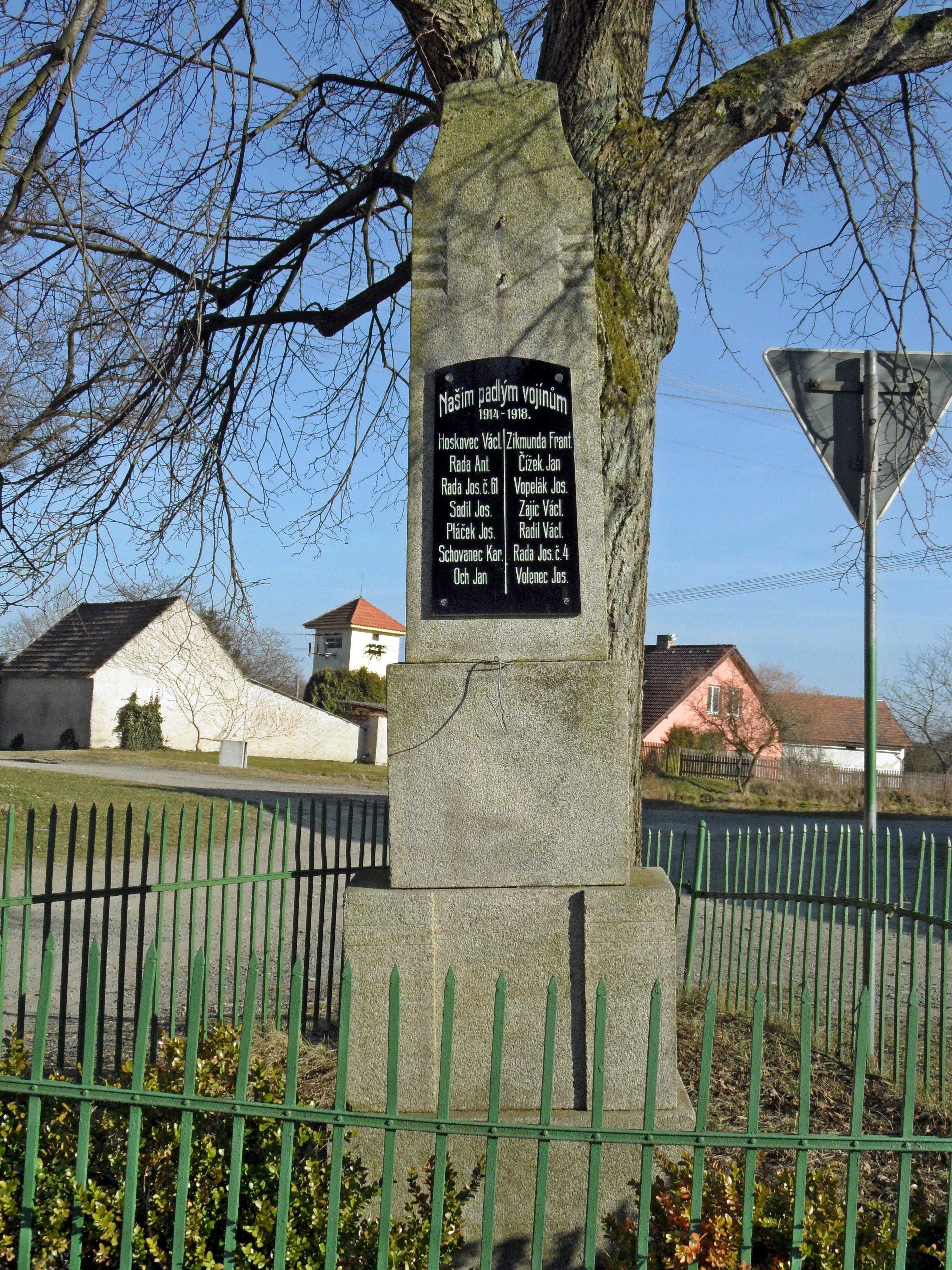
Památník obětem první světové války
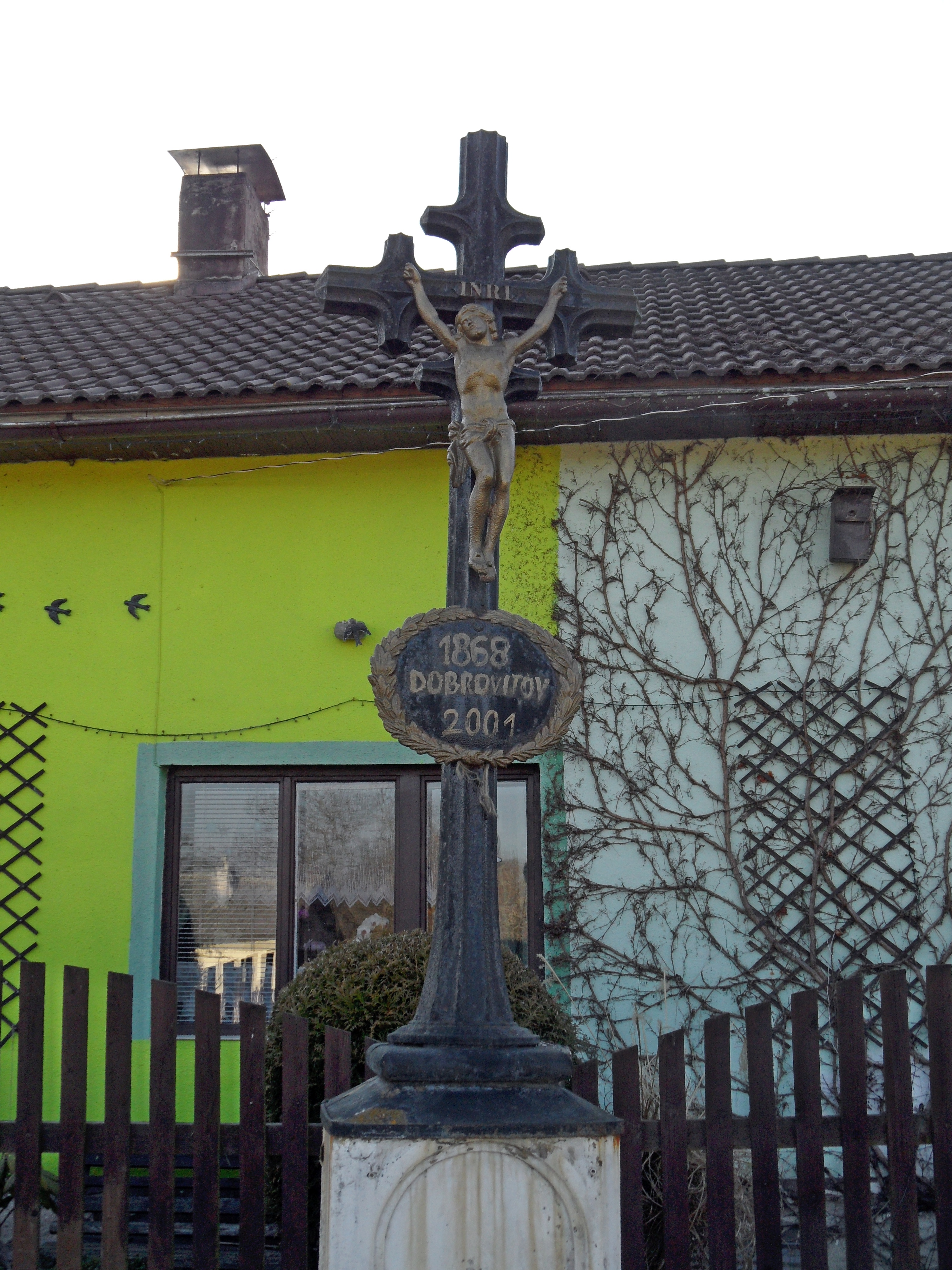
Křížek z roku 1868
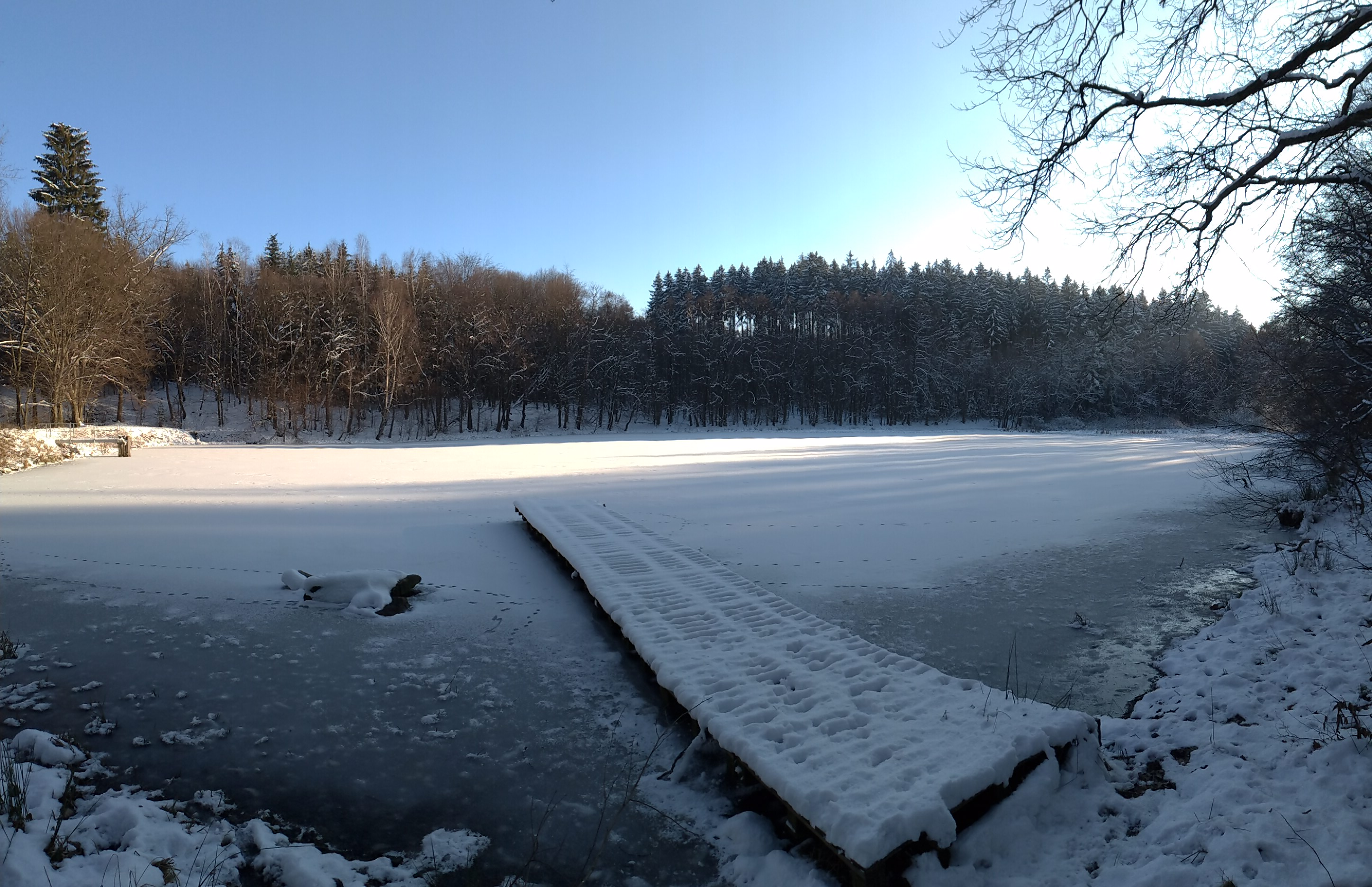
Pilský rybník